# 10,5 cm SK L/45
Il cannone 10,5 cm SK L/45 (Tedesco: Schnelladekanone Länge 45, cannone a tiro rapido calibro 45) è stato un cannone navale tedesco della prima e della seconda guerra mondiale.

## Sviluppo
Il cannone venne messo in servizio agli inizi del novecento e ha equipaggiato la maggior parte delle navi della Kaiserliche Marine, realizzato in varie versioni per incrociatori, cacciatorpediniere e sommergibili. Nella seconda guerra mondiale questi cannoni hanno costituito l'armamento principale di unità minori, quali i dragamine o le torpediniere Classe 1935 e sono stati utilizzati anche come arma antiaerea sulle navi maggiori e sui sommergibili.

## Versioni e caratteristiche
| Utilizzazione          | Versione   | Élevazione  | gittata       | classe navale                        |
| Incrociatori           | MPL C/06   | -10° à +30° | 30° : 12700 m | Kolberg Magdeburg Karlsruhe Graudenz |
| Cacciatorpediniere     | Tbts LC/16 | -10° à +50° | 30° : 12700 m | classes G 96, V 170, classe Möwe     |
| Sommergibili           | Ubts LC/16 | -10° à +50° | 30° : 12700 m | SM U61, SM U62                       |
| Artiglieria contraerea | Flak 45    | -5° à +70°  | AA: 8230 m    | Navi principali                      |